# Stanwick
Stanwick is een civil parish in het bestuurlijke gebied East Northamptonshire, in het Engelse graafschap Northamptonshire met 1942 inwoners.